# 復活 (小説)
『復活』（ふっかつ、ロシア語: Воскресение）は、レフ・トルストイの晩年の長編小説、および同作を原作としたイタリア、アメリカ合衆国等の映画の日本語タイトルおよび日本の映画である。彼の代表作の一つに数えられる。1899年、雑誌への連載で発表。若い貴族とかつて恋人だった女の、贖罪と魂の救済を描き、それを通じて社会の偽善を告発する。

## 略歴・概要
作者はこの作品の印税を、当時弾圧を受けていたドゥホボル教徒のカナダへの移住のために献金した。1901年、トルストイはロシア正教を破門されたが、その直接の理由は、『復活』の中で「聖書を勝手に解釈したり正教を冒涜したりした」ととられたためである。これは一般民衆の反発を買ったが、現在に至るも破門は解除されていない。
当時実際にあった類似の事件に触発され、また作者自身の過去の行状に対する悔恨の情を織り交ぜながら書いたといわれる。

## あらすじ
若い貴族ドミートリイ・イワーノヴィチ・ネフリュードフ公爵は殺人事件の裁判に陪審員として出廷するが、被告人の一人である若い女を見て驚く。彼女は、彼がかつて別れ際に100ルーブルを渡すという軽はずみな言動で弄んで捨てた、おじ夫婦の別荘の下女カチューシャその人だったのだ。彼女は彼の子供を産んだあと、そのために娼婦に身を落とし、ついに殺人に関わったのである。
カチューシャが殺意をもっていなかったことが明らかとなり、本来なら軽い刑罰で済むはずだったのだが、手違いでシベリアへの徒刑が宣告されてしまう。ネフリュードフはここで初めて罪の意識に目覚め、恩赦を求めて奔走し、ついには彼女とともに旅して彼女の更生に人生を捧げる決意をする。

## 映画
小説の発表後10年が経過した1909年（明治42年）、ロシア国内とアメリカ合衆国でまず映画化され、翌1910年（明治43年）にはすでに日本で映画化されていた。下記は世界中で製作された本作を原作とした映画の一覧である。日本で公開されているものには日本語題名を付した。
- Воскресение : 1909年、監督不明、ロシア、サイレント映画
- Resurrection : 1909年、監督D・W・グリフィス、アメリカ合衆国、サイレント映画
- 『復活』 : 1910年、監督不明、製作吉沢商店、日本、サイレント映画
- 『カチューシャの唄』 : 1914年、監督不明、製作日本キネトフォン、日本、キネトフォン式トーキー
- 『カチューシャ』 : 1914年、監督細山喜代松、日本、サイレント映画
- 『後のカチューシャ』 : 1915年、監督細山喜代松、日本、サイレント映画
- 『カチューシャ続々篇』 : 1915年、監督細山喜代松、日本、サイレント映画
- Катюша Маслова : 1915年、監督ピョートル・チャルディニン（en:Pyotr Chardynin）、ロシア、サイレント映画
- 『復活』 : 1917年、監督マリオ・カゼリニ（en:Mario Caserini）、イタリア、サイレント映画
- 『復活』 : 1918年、監督エドワード・ジョゼ（en:Edward José）、アメリカ合衆国、サイレント映画
- 『復活』 : 1919年、監督田中栄三、日本、サイレント映画
- Résurrection : 1923年、監督マルセル・レルビエ、フランス、サイレント映画
- 『復活』 Resurrection : 1927年、監督エドウィン・カリュー（en:Edwin Carewe）、アメリカ合衆国、サイレント映画
- 『復活』 Resurrection : 1931年、監督エドウィン・カリュー、アメリカ合衆国、トーキーセルフリメイク
- Resurrección : 1931年、監督エドゥアルド・アルザメナ、アメリカ合衆国
- 『復活』 We Live Again : 1934年、監督ルーベン・マムーリアン、アメリカ合衆国
- 『復活』 : 1935年、監督吉村操、日本、サイレント映画
- 『愛怨峡』  : 1937年、監督溝口健二、日本
- Duniya Kya Hai  : 1937年、監督ガンパトラオ・パワール、インド
- Resurrezione : 1944年、監督フラヴィオ・カルザヴァーラ（en:Flavio Calzavara）、イタリア
- 『蕩婦心』：1949年、監督岳楓、香港（白光主演）
- 『一夜風流』：1958年、監督卜万蒼、香港（李香蘭こと山口淑子主演）
- 『カチューシャ物語』 Auferstehung : 1958年、監督ロルフ・ハルゼン（en:Rolf Hansen (director)）、西ドイツ・イタリア・フランス合作
- 『復活』 Воскресение  : 1960年(前編)/1962年(後編)、監督ミハイル・シュヴェイツェル（en:Mikhail Shveytser）、ソビエト連邦
- 『復活』 Resurrezione : 2001年、監督タヴィアーニ兄弟、イタリア・フランス・ドイツ合作

日本映画に関しては、溝口健二監督の『愛怨峡』を除き、いずれも東京国立近代美術館フィルムセンターは所蔵していない。

## 日本における受容
日本では早くから博愛主義の作家としてのトルストイが受け入れられ、なかんずく『復活』は彼の代表作として知られていた。ただしこれは作品の宗教的・社会的な面よりも、悲恋物語として受け入れられた面が強い。
1905年（明治38年）、内田魯庵によって初めて翻訳された。1910年（明治43年）、日活の前身の一社である吉沢商店が新派の俳優・佐藤歳三を起用して、サイレントの短篇映画を製作・公開している。これは前年に映画化したロシア、アメリカ合衆国に次いで、全世界で3作目に当たる。
1914年（大正3年）3月、島村抱月によって舞台化されて大人気を呼び、カチューシャ役・松井須磨子の歌う『カチューシャの唄』も広く知られた。同年8月、日本キネトフォンが、『カチューシャの唄』として、松井が出演するPV的な短篇の先駆的トーキーを製作・公開している。同年10月には、日活向島撮影所が女形の立花貞二郎をカチューシャ役に『カチューシャ』を製作、日活がこれを公開して大ヒットとなり、続編がつくられた。上記を含めて、日本では合計8回映画化された。なかでも、1937年（昭和12年）、監督溝口健二が監督した『愛怨峡』は、『復活』を下敷きにした川口松太郎の原案を原作としたことで知られる。溝口の同作以降は、日本では映画化されていない。日本以外の諸国での映画化作品も、8作が日本で公開されている。

### テレビドラマ
日本に舞台を移して翻案されたドラマが制作・放送されている。
- 『復活』 - 1981年（昭和56年）、NHK総合テレビ『銀河テレビ小説』枠[9]。主演は原田美枝子と篠田三郎。
- 『華の別れ』 - 1989年（昭和64年/平成元年）、東海テレビの制作・フジテレビ系列で放送の昼ドラマ。主演は手塚理美と速水亮。

### 宝塚歌劇
- 『カチューシャ物語』（宝塚歌劇団星組公演、1962年に上演）
  - 併演作は『嫁とり長者』（宝塚大劇場）、『ナンバーをどうぞ』（東京宝塚劇場）。
  - ネフリュードフ／カルチンキン 役：春日野八千代、マースロワ（カチューシャ） 役：那智わたる
- 『復活 －恋が終わり、愛が残った－』（宝塚歌劇団花組公演、2012年、50年ぶりに上演）
  - 併演作はレビューファンタシーク『カノン -Our Melody-』
  - ネフリュードフ公爵 役：蘭寿とむ、カチューシャ 役：蘭乃はな、シェンボック 役：壮一帆

### 漫画化
- 『復活』（花村えい子画、ユニコン出版、世界名作コミック） 1976
- 『復活 まんがで読破』（イースト・プレス・文庫） 2011

## 主な日本語訳
- 木村浩訳 『復活』 新潮文庫（上下）、改版2004年
- 藤沼貴訳 『復活』 岩波文庫（上下）、2014年。旧版・講談社「世界文学全集」
- 北御門二郎訳 『復活』 東海大学出版会　新版2000年
- 原卓也訳 『復活』 中公文庫 全1巻。元版・中央公論社「世界の文学」
- 工藤精一郎訳 『復活』 集英社「世界文学全集」、度々再版
- 中村白葉訳 『復活』 河出書房新社版「全集」・旧岩波文庫版（上下）ほか
- 米川正夫訳 『復活』 筑摩書房・平凡社の「世界文学全集」ほか

## 註
1. 1 2  Leo Tolstoy - IMDb（英語）, 2009年11月29日閲覧。
2. 1 2  キネマ旬報 映画データベース Archived 2012年1月30日, at the Wayback Machine.、キネマ旬報、2009年11月29日閲覧。
3. ↑  所蔵映画フィルム検索システムでの検索結果、東京国立近代美術館フィルムセンター、2009年11月29日閲覧。
4. ↑  国立映画アーカイブ(旧東京国立近代美術館フィルムセンター)のデータベースでは、外国映画は検索不可能であるため、正確な所収情報は不明だが、1960-62年のソヴィエト映画は所蔵している。
5. ↑  復活、日本映画データベース、2009年11月29日閲覧。
6. ↑  カチューシャの唄、日本映画データベース、2009年11月29日閲覧。
7. ↑  『日本映画発達史 1 活動写真時代』、田中純一郎、中央公論社、1968年、p.218-223.
8. ↑  『溝口健二の世界』、佐藤忠男、筑摩書房、1982年、p.97.
9. ↑  銀河テレビ小説　復活 - NHK放送史